# Serhij Breus
Serhij Breus (ur. 30 stycznia 1983), ukraiński pływak specjalizujący się w dystansie 50 metrów stylem motylkowym.

## Sukcesy

### Mistrzostwa Świata na długim basenie
- 2005 Montreal: 50 m stylem motylkowym

### Mistrzostwa Świata na krótkim basenie
- 2006 Szanghaj: 50 m stylem motylkowym
- 2006 Szanghaj: 4x100 m stylem zmiennym
- 2008 Manchester: 50 m stylem motylkowym

### Mistrzostwa Europy na długim basenie
- 2004 Madryt: 50 m stylem motylkowym
- 2006 Budapeszt: 50 m stylem motylkowym
- 2008 Eindhoven: 50 m stylem motylkowym